# Чемпіонат СРСР з легкої атлетики в приміщенні 1971 — 400 метрів (чоловіки)

## Результати

### Попередні раунди

#### Забіги
| Атлет            | Регіон    | Місто/Область | Результат |
| ---------------- | --------- | ------------- | --------- |
| Борис Савчук     | Ленінград | Ленінград     | 48,4      |
| Євген Борисенко  | РРФСР     | Горький       | 48,8      |
| Юрій Зорін       | Ленінград | Ленінград     | 49,2      |
| Дмитро Стукалов  | Ленінград | Ленінград     | 49,4      |
| Олександр Іванов | Ленінград | Ленінград     | 49,5      |

### Фінали

#### Фінал А
| Місце | Атлет           | Регіон    | Місто/Область | Результат |
| ----- | --------------- | --------- | ------------- | --------- |
| 1     | Семен Кочер     | РРФСР     | Орджонікідзе  | 48,4      |
| 2     | Борис Савчук    | Ленінград | Ленінград     | 48,7      |
| 3     | Євген Борисенко | РРФСР     | Горький       | 49,0      |

#### Фінал Б
| Місце | Атлет             | Регіон        | Місто/Область | Результат |
| ----- | ----------------- | ------------- | ------------- | --------- |
| 1     | Володимир Нікітін | Москва        | Москва        | 48,9      |
| 2     | Енно Лааснер      | Естонська РСР | Тарту         | 49,1      |
| 3     | Юрій Зорін        | Ленінград     | Ленінград     | 49,5      |